# Rosa corymbulosa
Rosa corymbulosa es una especie de planta del género Rosa, de la familia Rosaceae.

## Taxonomía
Rosa corymbulosa fue descrita por Rolfe en 1914.

## Distribución
Se encuentra en el territorio de centro-norte y centro-sur de China.